# 50 de minute cu Pleșu și Liiceanu
50 de minute cu Pleșu și Liiceanu a fost o emisiune televizată săptămânală, difuzată de postul TVR1 între 23 ianuarie și 22 mai 2011. Formatul emisiunii era acela al unui dialog între intelectualii Gabriel Liiceanu și Andrei Pleșu, Liiceanu asumându-și mai pregnant rolul de a structura și modera discuția. Fiecare dintre cele 17 ediții filmate a fost axată pe o singură temă filozofică, precum speranța, ura, iubirea și altele.

## Episoade
Subiecte:
1. Despre speranță (23 ianuarie 2011)
2. Despre prostie (30 ianuarie 2011)
3. Despre invidie și ură (6 februarie 2011)
4. Despre carte (13 februarie 2011)
5. Despre frică (20 februarie 2011)
6. Despre miracolul întâlnirii (27 februarie 2011)
7. Despre iubire (4 martie 2011)
8. Despre cum vorbim (13 martie 2011)
9. Despre calomnie (martie 2011)
10. Despre toleranță și intolerabil (martie 2011)
11. Despre cei neștiuți (aprilie 2011)
12. Despre trufie (aprilie 2011)
13. Parabole ale răului
14. Parabole ale pierderii și regăsirii
15. Despre ticăloși și lichele (mai 2011)
16. Despre educație (mai 2011)
17. Despre umor (22 mai 2011)

## Materiale multimedia
La editura Humanitas a apărut în 2011 un pachet de 10 CD-uri, conținând 10 din cele 17 emisiuni (Despre miracolul întâlnirii, Despre iubire, Despre speranță, Despre trufie, Despre toleranță, Despre frică, De ce citim, Parabolele răului și judecății, Parabolele pierderii și regăsirii, Despre umor).